# Белинский, Андрей Федосеевич
Андрей Федосеевич Белинский — советский хозяйственный, государственный и политический деятель, Герой Социалистического Труда.

## Биография
Родился в 1913 году в Волчанске. Член КПСС с 1942 года.
С 1932 года — на хозяйственной, общественной и политической работе. В 1932—1956 годах — колхозник, механизатор, на сельскохозяйственной работе в Сталинградской области РСФСР, участник Великой Отечественной войны, командир взвода противовоздушной обороны 1031-го стрелкового полка 28-й стрелковой дивизии 13-й армии Брянского фронта, директор Волчанской машинно-тракторной станции Харьковской области.
Указом Президиума Верховного Совета СССР от 7 мая 1948 года присвоено звание Героя Социалистического Труда с вручением ордена Ленина и золотой медали «Серп и Молот».
Умер в Волчанске после 1987 года.